# El Fantasma del Espacio
El Fantasma del Espacio (título original: Space Ghost) es una serie de televisión animada de superhéroes estadounidense para los sábados por la mañana producida por Hanna-Barbera Productions, emitida por primera vez en la cadena CBS desde el 10 de septiembre de 1966 al 16 de septiembre de 1967, continuando con reposiciones hasta el 7 de septiembre de 1968.
En 1966, el ejecutivo de CBS Fred Silverman, buscando igualar el éxito que estaba teniendo la serie televisiva de Batman de ese mismo año, le solicitó a los estudios Hanna-Barbera crear su propio superhéroe que tendría una serie animada de acción los sábados por la mañana. Alex Toth creó y diseñó ese mismo año a un personaje denominado «Fantasma del Espacio», aunque, según sus primeros bocetos conceptuales, Toth no pudo darle al superhéroe una apariencia definitiva. En una entrevista, Alex Toth reveló que el traje fue diseñado a petición de Silverman, inspirado en la capa y máscara del Batman de Adam West, aunque inicialmente Toth estuvo en desacuerdo con la idea. La serie se estrenó el 10 de septiembre de 1966 en Estados Unidos, compartiendo programa con otro segmento creado por Toth, Dino Boy en el valle perdido. Hanna-Barbera produjo 36 episodios de la serie, con ambientes, fondos, escenarios y personajes creados y diseñados por Alex Toth, y una banda sonora compuesta por Ted Nichols. En 1968 se añadió una saga de 6 partes llamada «El consejo de la muerte», haciendo un total de 42 episodios originales. Fueron producidos 22 nuevos episodios en el año 1981 para el segmento «Space Stars», los cuales se emitieron por la cadena NBC del 12 de septiembre de 1981 hasta el 11 de septiembre de 1982. En España, se pudo ver en la Televisión Autonómica de Cataluña TV3 en 1984, cuando se emitió el Show del Fantasma del Espacio, que incluía las series de Los Herculoides, Moby Dick y Mighty Mightor.
Actualmente, los derechos de emisión de la serie original le pertenecen a Warner Bros. Animation (dueña de la filmoteca Hanna-Barbera desde 1991) la cual ha presentado al personaje en distintos medios. En 2011, el Fantasma, Ana, Gil, Pimpo y el Rey de las Criaturas aparecieron en el episodio «Space Safari» de la tercera temporada de Batman: The Brave and the Bold en un crossover. El episodio fue un homenaje a la serie original, contó con la voz original del Fantasma (Gary Owens) y marca el primer encuentro del Fantasma del Espacio con Batman, el héroe que inspiró su creación. Los derechos de publicación de los cómics son retenidos por DC Comics, filial de Warner Bros.

## Trama
La serie se ubica en el espacio exterior, y cuenta la lucha contra el mal de un superhéroe de orígenes desconocidos, el misterioso Fantasma del Espacio, un justiciero enmascarado que vive en el Planeta Fantasma (Ghost Planet). El Fantasma del Espacio viaja por todos los confines del espacio en una nave interestelar llamada El Crucero Fantasma salvando galaxias y planetas de la destrucción, gracias a su sentido de la moral y el bien, aunque nunca se especifica el motivo. En algunos episodios, él menciona que existe una fuerza espacial llamada la Patrulla Galáctica que se encarga de encarcelar a los villanos que captura.
El Fantasma del Espacio (llamado así por su invisibilidad y el blanco color de su traje) asume el papel de un superhéroe intergaláctico, que vigila el sector que se abre a partir de la órbita del Planeta Fantasma, vigilando las naves que circulan el espacio o poniendo orden en los planetas del sector. Armado con sus bandas de poder (con las que dispara todo tipo de rayos de energía letales), su cinturón invisibilisador, comunicadores de la era espacial y cubriendo su rostro con una máscara negra que protege su identidad, el Fantasma lucha contra los villanos espaciales que amenazan la paz y el orden en el universo. A su lado, viajan Ana y Gil, dos hermanos adolescentes que lo acompañan en sus aventuras, con su mono espacial, Pimpo.

## Aspecto
El aspecto del Fantasma del espacio, como la mayoría de los héroes es el de un hombre alto y fornido, con cara angulosa y mentón prominente, de complexión fuerte, amplios pectorales, brazos, piernas y espaldas. Su cabeza está totalmente cubierta tras una capucha negra, en la que tan sólo destacan los rombos de sus ojos generalmente pintados en blanco, tan solo queda al descubierto su boca. Su traje es totalmente blanco, color tan solo roto por la banda frontal roja de su cinturón que le dota de invisibilidad y de las bandas de poder colocadas en sus muñecas.
Cubriendo su espalda una amplia y vaporosa capa amarilla, obvia indicación de su capacidad de vuelo. Lleva sobre el pecho como remate a la capucha, el logo del Fantasma: un triángulo rojo con el vértice hacia abajo, con la imagen de su capucha en negro impresa encima

## Origen e identidad
Los orígenes del personaje, que nunca se mencionaron en la serie original, fueron revelados en una novela gráfica publicada por DC Comics en el año 2004 según el cual, el fantasma sería en realidad un hombre terráqueo ambientado en el futuro y cuyo nombre real es Thaddeus Bach, a pesar de que su identidad en la serie original de 1966 nunca fue desvelada debido al carácter misterioso del personaje. 

## Poderes
El fantasma obtiene sus poderes de su traje y de las bandas de poder que usa en sus muñecas. Tiene en su cinturón un botón que le proporciona la invisibilidad, y un escudo de fuerza que le hace invulnerable. Tiene la capacidad de defenderse además con diferentes tipos de escudos, congelantes, de calor, de energía, que lo protegen de diversos ataques. Además, en su máscara tiene un comunicador, y un sistema de ultra visión.
Puede respirar bajo el agua y aguantar sin oxígeno fuera de la atmósfera, además de realizar viajes interestelares y sobrevivir en el espacio por sí solo. Posee la capacidad de volar, es capaz de teletransportarse y, si se concentra y enfoca su poder, puede desintegrar objetos e integrarlos en otro lugar teletransportándolos. 
Los poderes de sus bandas de poder se podrían resumir en diferentes tipos de rayos de energía mortales que causan gigantescas explosiones: Rayo hipnótico. Rayos destructores. Rayo congelador. Rayo eléctrico. Rayo magnético. Rayo veloz. Rayo calorífero. Rayo de fuerza. Rayo golpeador. Es decir todos los rayos que se puedan imaginar y que le sean útiles en cada ocasión. La intensidad de los rayos aumenta según el Fantasma lo quiera y, si llegan a sobrepasar la fuerza 5 sobre 5, son capaces de destruir todo un planeta con su poder.

## Transporte
El Fantasma del Espacio tiene una nave intergaláctica hecha de titanio: el Crucero Fantasma, para acudir allá donde sea necesario. Esta nave también posee las armas que tiene el Fantasma amplificadas, además de otros muchos dispositivos variados como el de la invisibilidad o de lanzar misiles y otros rayos. El Fantasma y sus ayudantes normalmente viajan en ella, aunque el Fantasma puede volar más rápido que la nave por sí mismo.

## Personajes

### Aliados
- Jace: (Gil en español) Es un muchacho de entre 15 y 17 años. Cuando el Fantasma del Espacio está ausente, él queda a cargo de vigilar el puesto fronterizo del Planeta Fantasma. De carácter aventurero, intrépido y curioso, es el principal apoyo del Fantasma.
- Jan: (Ana en español) La hermana gemela de Jace. Ayuda en las tareas de su hermano y es bastante responsable.
- Blip: (Pimpo en español) Es un mono mascota, vestido también con una máscara. De inteligencia variable según los episodios. Estos tres personajes usan trajes de color amarillo con una ancha banda azul vertical sobre el pecho.

### Villanos
- Metalus, el amo de los Robots: Cruel y despiadado, ha creado una armada robótica para empezar su guerra contra toda la galaxia. Para ello, desea conquistar el Planeta Fantasma y someter al Fantasma del Espacio para así poder dominar la zona Zero.
- Brak, el pirata espacial: Es un pirata espacial con apariencia felina. Siempre ha saqueado las naves y dejado a cientos de planetas sin sus riquezas, sus planes son frustrados por el Fantasma del Espacio. Tiene un hermano que le sirve llamado Sisto, a quien ha amenazado con matar.
- Moltar: Moltar es originario del Planeta volcánico de Molten, un mundo hecho totalmente de lava. Allí creó a cientos de soldados y naves hechos de magma, para conquistar el universo y a todo aquel que cayera en sus manos. El Fantasma le derrotó, pero en el proceso los hornos fundidos de Moltar causaron que su planeta explotara. Inexplicablemente, Moltar sobrevivió y desde entonces, busca venganza.
- Zorak: Una Mantis Religiosa verde de más de dos metros de altura, con una horda de criaturas a quienes infunde respeto. Aun así, el Fantasma del Espacio logró encarcelarlo, pero Zorak escapó con ayuda de sus secuaces, secuestró a Ana y Gil y se los llevó a su planeta, Dokar, desde donde trató de matar al fantasma con una horda de mosquitos asesinos. El Fantasma logró derrotarlo pero, en el proceso, tuvo que matar a Zorak destruyendo su planeta. Sin embargo, Zorak logró huir con vida, y desde entonces se convertiría en la mayor amenaza para la paz del universo, y el peor enemigo del Fantasma del Espacio.
- El rey de los animales
- La viuda negra

## Episodios

### Serie original
El Fantasma del Espacio fue emitido por primera vez desde el 10 de septiembre de 1966 a las 10:30 AM los sábados, formando parte de un bloque programático de la CBS. Se emitió junto a los episodios de la serie Dino Boy en el valle perdido, también ideada por Alex Toth.
La serie fue creada y diseñada por el dibujante Alex Toth,  producida y dirigida por William Hanna y Joseph Barbera, bajo la supervisión del ejecutivo de CBS: Fred Silverman.
Normalmente se emitían dos episodios de El Fantasma del Espacio, por uno de Dino Boy en el Valle Perdido, emitiéndose la segunda serie entre los dos episodios del Fantasma del Espacio.

Su emisión se prolongó hasta el 7 de enero de 1967, momento en el que junto a Dino Boy concluyó su primera temporada. Desde el 9 de septiembre de 1967 hasta el 23 de septiembre de ese mismo año se reanudó la emisión del Fantasma del Espacio, con 6 nuevos episodios que se emitían de dos en dos y que habrían de formar parte de una mini saga especial titulada el Consejo de la Muerte (The Council of Doom). Aun teniendo un número de orden definido, que ha sido recogido en el presente artículo, contrastado en diversas publicaciones  y que muy probablemente venga determinado por el autor de los mismos, los capítulos de «El Fantasma del Espacio», en su primera emisión no fueron mostrados de manera correlativa según se ha podido corroborar. A continuación la secuencia de episodios con el orden de emisión y su número de episodio correspondiente y su correlación con los episodios que se emitieron conjuntamente a Dino Boy y el Valle Perdido dentro del programa contenedor de dibujos animados de la CBS Norteamericana Saturday Morning TV Show.
 Posteriormente, fue puesto junto a otros superhéroes de Hanna-Barbera como Mighty Mightor y los Herculoides.
 El programa recibió el nombre de: El Fantasma del Espacio y Dino Boy. A continuación la relación de los 42 capítulos cronológicamente ordenados emitidos desde 1966 hasta 1967 en el programa del Fantasma del Espacio, con sus nombres en el doblaje al español.
| Fecha de emisión CBS     | El Fantasma del Espacio (Primer corte)                                     | Episodio original # | Dino Boy                           | Episodio Original # | El Fantasma del Espacio (Segundo Corte)              | Episodio original # |
| ------------------------ | -------------------------------------------------------------------------- | ------------------- | ---------------------------------- | ------------------- | ---------------------------------------------------- | ------------------- |
| 10 de septiembre de 1966 | Zorak                                                                      | 24                  | La medicina                        | 1                   | El monstruo volcánico                                | 23                  |
| 17 de septiembre de 1966 | La telaraña (The Web)                                                      | 25                  | Los Hombres Musgo                  | 2                   | Los Hombres Lagarto (Lizzard Slavers)                | 10                  |
| 24 de septiembre de 1966 | El Rey de los Animales                                                     | 9                   | Los Hombres de los árboles         | 3                   | El Viejo Morfeo (Sandman)                            | 6                   |
| 1 de octubre de 1966     | El Maléfico (Evil Collector)                                               | 20                  | El Dios del Fuego                  | 4                   | El Zángano (The Drone)                               | 5                   |
| 8 de octubre de 1966     | El rayo direccional (Homing Device)                                        | 35                  | El poderoso monstruo de las Nieves | 5                   | El amo de los robots (The Robot Master)              | 7                   |
| 15 de octubre de 1966    | El Rayo de Hielo (The Iceman)                                              | 36                  | Los Hombres Lobo                   | 6                   | Los piratas (Hi-Jackers)                             | 17                  |
| 22 de octubre de 1966    | El monstruo de energía (Energy Monster)                                    | 7                   | El Valle del gigante               | 7                   | La Trampa (The Lure)                                 | 18                  |
| 29 de octubre de 1966    | Los ciclópedas (The Cyclopeds)                                             | 11                  | Las Hormigas guerreras             | 8                   | El Diabólico maquinador (the Schemer)                | 19                  |
| 5 de noviembre de 1966   | Lokar, El Rey de la plaga de Langostas (Lokar, King of the Killer Locusts) | 21                  | Los Jinetes Voladores              | 9                   | Sargaso espacial (Space Sargasso)                    | 12                  |
| 12 de noviembre de 1966  | Brago                                                                      | 22                  | Las Hormigas Gigantes              | 10                  | La Venganza de la Mujer Araña                        | 30                  |
| 19 de noviembre de 1966  | El Platillo volador (Attack of the Saucer Crab)                            | 29                  | Los Pigmeos de las Rocas           | 11                  | Los pájaros espaciales (Space Birds)                 | 28                  |
| 26 de noviembre de 1966  | La Máquina del Tiempo                                                      | 32                  | El Río del peligro                 | 12                  | El planeta de pesadilla (Nightmare Planet)           | 3                   |
| 3 de diciembre de 1966   | La Armada del Espacio (Space Armada)                                       | 3                   | Los Hombres Vampiro                | 13                  | El Reto                                              | 16                  |
| 10 de diciembre de 1966  | El Planeta Selvático (Jungle Planet)                                       | 31                  | La Terrible Cacería                | 14                  | El Rey de las Rocas Robot (Ruler of the Rock Robots) | 15                  |
| 17 de diciembre de 1966  | Cristalor (Glasstor)                                                       | 33                  | El Sacrificio                      | 15                  | El Arca Espacial                                     | 27                  |
| 24 de diciembre de 1966  | El brujo (The Sorcerer)                                                    | 13                  | La puntería de Ugh (The Marksman)  | 16                  | Las Pirañas Espaciales                               | 26                  |
| 31 de diciembre de 1966  | Los Hornos de Moltar (the Ovens of Moltar)                                 | 1                   | Los Guerreros Lanceros             | 17                  | Transor (Transor, The Matter Mover)                  | 34                  |
| 7 de enero de 1967       | Los Gargoloides (The Gargoloyds)                                           | 2                   | Los Hombres Gusano                 | 18                  | Los Ladrones (The looters)                           | 14                  |
| 9 de septiembre de 1967  | El Consejo de la Muerte parte I: El Complot                                | 37                  |                                    |                     | Parte II: En las Garras del Rey de los Animales      | 38                  |
| 16 de septiembre de 1967 | El Consejo de la Muerte parte III: La trampa Fatal                         | 39                  |                                    |                     | Parte IV: Los Monstruos de Moltar                    | 40                  |
| 23 de septiembre de 1967 | El Consejo de la Muerte Parte V: Las Dos Caras de la Muerte                | 41                  |                                    |                     | Parte VI: El Encuentro Final                         | 42                  |

## Reparto
La serie original fue doblada al español en los Estudios Telemundo Canal 2 de Puerto Rico, y se cambiaron los nombres de algunos personajes: El nombre de los ayudantes del Fantasma eran Ana (Jan), Hill (Jace), y Pimpo (Blip).
| Actor        | Personaje               | Otros          |
| ------------ | ----------------------- | -------------- |
| Gary Owens   | El Fantasma del espacio | Narrador       |
| Ginny Tyler  | Ana (Jan)               | La Mujer Araña |
| Tim Matheson | Gil (Jace)              |                |
| Don Messick  | Pimpo (Blip)            | Zorak          |
| Ted Cassidy  | Metallus                |                |
| Keye Luke    | Brak                    |                |
| Vic Perrin   | El rey de los animales  | Lurker         |
| Alan Reed    | Glasstor                |                |

### Space Stars
Hanna-Barbera produjo 22 nuevos episodios del Fantasma del Espacio en un Show titulado Space Stars, que reunía a héroes interplanetarios de la productora junto con shows nuevos. El segmento se estrenó el 12 de septiembre de 1981 y culminó un año después el 11 de septiembre de 1982. Junto al Fantasma, se emitieron otras series como Teen Force (La patrulla Adolescente), Los Herculoides  y Astro y los perros espaciales. Gary Owens repitió su papel como el Fantasma del Espacio, pero Ana, Gil y Pimpo no fueron interpretados por sus actores de voz originales. El Crucero Fantasma fue rediseñado para darle una imagen más moderna, y la violencia de los episodios fue reducida en comparación con la serie original. Además, fueron incluidos nuevos villanos, tales como el Espectro del Espacio (la versión malvada del Fantasma de un universo alternativo), el juguetero, entre otros. En muchas ocasiones, el Fantasma acudió en ayuda de Los herculoides, a quienes había conocido en la serie original. A continuación, la relación de los 22 nuevos episodios del Fantasma del Espacio:
| #  | Episodio                              |
| -- | ------------------------------------- |
| 1  | El ataque de los tiburones espaciales |
| 2  | La estación Espacial Capturada        |
| 3  | La Encantadora                        |
| 4  | El Planeta de los Monos Espaciales    |
| 5  | El Hombre Anti-Materia                |
| 6  | Los Dragones Espaciales               |
| 7  | La Mosca estelar                      |
| 8  | El Gran Congelador                    |
| 9  | El Juguetero                          |
| 10 | El Micromundo                         |
| 11 | El Espectro Espacial                  |
| 12 | La Red del Hechicero                  |
| 13 | El Caso del Tiempo                    |
| 14 | El Cometa Mortal                      |
| 15 | Los Hombres Sombra                    |
| 16 | La Ciudad del Espacio                 |
| 17 | Los Nómadas                           |
| 18 | La Mujer Eclipse                      |
| 19 | La Nave Diabólica                     |
| 20 | El Cubo del Averno                    |
| 21 | El Señor del Tiempo                   |
| 22 | Tiempo de Gigantes                    |

## Fantasma del Espacio en otros medios

### Fantasma del Espacio de Costa a Costa
Basado en los late shows estadounidenses, el talk show del Fantasma del Espacio de Costa a Costa fue un programa que se emitió en Estados Unidos desde el año 1994 por la cadena Cartoon Network, y retransmitido a casi todo el mundo. En esta versión se presenta una parodia protagonizada y conducida por el mismísimo Fantasma del Espacio (cuyo nombre era «Tad» o «Tadeo Eustaqueo Ghostal»), y donde sus ayudantes eran precisamente sus más acérrimos enemigos, Zorak, Brak y Moltar. Se prodigaban actuaciones musicales y entrevistas tal y como en los programas de Jay Leno en los que se basa.

### El Show de Brak
El Fantasma del Espacio volvería a ser parodiado en esta serie de Adult Swim, en esta versión tiene como protagonista principal al villano Brak y cuenta su vida diaria «familiar» como un estudiante escolar junto a Zorak.

### Batman: The Brave and the Bold
El Fantasma del Espacio apareció en la tercera temporada de esta serie animada junto a Batman en el episodio «Space Safari» en el cual ambos ayudan a Gil, Ana y Pimpo a detener los planes del Rey de las Criaturas. Este crossover fue un homenaje a la serie original y el encuentro del Fantasma y Batman, siendo este último, el superhéroe en el que fue inspirado para su creación.

### El Fantasma del Espacio en cómic

#### Cómics en otras editoriales
- Gold Key Comics: Publicó los episodios en formato de cómic en 1968.
- TV Stars: Marvel de nuevo publicaría el personaje en sus propia línea de historietas en 1978.
- Comico: Publicó de nuevo aventuras del Fantasma del Espacio en 1987.

#### DC Comics: Novela gráfica de 2004
Aparte de los muchos cómics sobre superhéroes de Hanna-Barbera publicados por la editorial Whitman en 1968, en el año 2004, se dio la noticia de que la empresa DC Comics lanzaría una saga de historietas del Fantasma del Espacio, escrita por Joe Kelly y con diseños del famoso dibujante argentino Ariel Olivetti y dibujos en portada de Alex Ross. La primera edición del cómic del Fantasma del Espacio, fue publicada en noviembre de 2004 en los Estados Unidos, siguiendo sus publicaciones cada semana. La historieta revive al personaje original, y cuenta los orígenes del Fantasma del Espacio, los cuales nunca antes habían sido revelados en ninguna de sus adaptaciones, pero con un matiz más dramático, misterioso y oscuro. En los nuevos cómics, se cuenta cómo el Fantasma llegó a ser superhéroe y a luchar en el espacio, además de contar cómo conoció a sus amigos Ana y Gil, quienes lo ayudarían en su lucha intergaláctica.

#### Future Quest
Recientemente, DC Comics estrenará desde el 18 de mayo una serie regular basada en los populares personajes de Hanna-Barbera en una versión reinventada y actualizada de los personajes, en donde el Fantasma del Espacio aparecerá ocasional o recurrentemente, en el cómic denominado, Future Quest.

#### Dynamite Comics
En 2024, el Fantasma del Espacio obtuvo una nueva reedición exitosa realizada por Dynamite Entertainment. Al igual que en la novela gráfica de DC Comics, esta saga se basó con mucha más fidelidad a la temática vista en la serie original de Hanna-Barbera.

## Influencia
El dibujante español Albert Monteys ha reconocido la influencia de esta serie en su cómic Calavera Lunar. También fue influenciada por el dibujante estadounidense Steve Rude para su cómic Nexus y afirmó el intento de una serie animada de su personaje al estilo de la serie original de Hanna-Barbera.